# Gentner-Kastler-Preis
Der Gentner-Kastler-Preis ist eine Auszeichnung, die seit 1986 von der Deutschen Physikalischen Gesellschaft (DPG) sowie der Société française de physique für besonders wertvolle wissenschaftliche Beiträge auf dem Gebiet der Physik im jährlichen Wechsel an einen Deutschen und einen Franzosen verliehen wird. Der Preis setzt sich aus einer Urkunde, einer silbernen Medaille mit den Porträts von Wolfgang Gentner und Alfred Kastler sowie einem Geldpreis in Höhe von 3000 € zusammen.

## Preisträger
- 1986 Édouard Brézin
- 1987 Ernst-Wilhelm Otten
- 1988 André Neveu
- 1989 Klaus Dransfeld
- 1990 Pierre Bergé
- 1991 Jörg Peter Kotthaus
- 1992 Jean Rossat-Mignod (1944–1993, z. B. Untersuchung von Hochtemperatursupraleitern mit Neutronenstreuexperimenten)
- 1993 Till Kirsten
- 1994 Michel Davier
- 1995 Walter Schmidt-Parzefall
- 1996 Jean Zinn-Justin
- 1997 Reinhard Scherm
- 1998 Gilbert Védrenne (* 1943, Astrophysiker, am CESR in Toulouse, Gammastrahlen-Weltraum-Teleskope)
- 1999 Dietrich Stauffer
- 2000 Michel Broyer
- 2001 Konrad Kleinknecht
- 2002 Jean-Marie Flaud (Universität Paris-Süd, z. B. Physik des Ozons in der Atmosphäre)
- 2003 Hartmut Löwen
- 2004 Dominique Langevin (Physik-Professorin an der Universität Paris-Süd in Orsay, Mikroemulsionen, Lichtstreuung an Flüssigkeitsoberflächen)
- 2005 Hans Jürgen Herrmann
- 2006 Yves Couder
- 2007 Wolfram von Oertzen
- 2008 Bernard Barbara
- 2009 Theo Geisel
- 2010 Le Si Dang, Forschungsdirektor des CNRS am Institut Néel in Grenoble für seine Beiträge zur optischen Spektroskopie und Physik niedrigdimensionaler Halbleiter, die Hinweise für eine Bose-Einstein-Kondensation von Exziton-Polariton Systemen lieferten (also in Festkörpern).[1]
- 2011 Georg Maret
- 2012 Jean-François Joanny
- 2013 Peter Wölfle
- 2014 François Biraben
- 2015 Tilman Pfau
- 2016 Astrid Lambrecht
- 2017 Johannes Orphal
- 2018 Luc Bergé
- 2019 Christof Wetterich
- 2020 Lucia Reining
- 2021 Nathalie Picqué
- 2022 Lydéric Bocquet
- 2023 keine Verleihung
- 2024 Isabelle Kleiner
- 2025 Regine von Klitzing